# Четвърти интернационал
Четвърти интернационал е транснационална организация на политически партии със сходна идеология и политическа ориентация, създадена през 1938 г. в Париж от Лев Троцки в противовес на Коминтерна (Третия интернационал).